# سرج ادونگو
سرج ادونگو (انگلیسی: Serge Edongo؛ زادهٔ ۱۷ مهٔ ۱۹۸۲) بازیکن والیبال اهل کامرون است.